# Un posto al sole (film)
Un posto al sole (A Place in the Sun) è un film del 1951 diretto da George Stevens.

## Trama
Un giovane di provincia, George Eastman, di umili origini ma ambizioso e di bell'aspetto, inizia a lavorare presso una fabbrica di costumi da bagno di proprietà del facoltoso zio. Si dedica scrupolosamente al suo lavoro con la speranza di avere dallo zio un posto di maggiore responsabilità e prestigio. Si lega sentimentalmente (e segretamente, dato che le norme aziendali vietano rapporti sentimentali fra dipendenti, pena il licenziamento) all'operaia Alice Tripp, che rimane però incinta. Contemporaneamente George ha conosciuto anche una ragazza dell'alta società, Angela Vickers, dolce, ingenua e viziata e i due s'innamorano.
Il giovane si sente quindi in trappola e carico di dubbi e, alla ricerca di una soluzione impossibile, inizia sempre più a maturare in lui l'idea di liberarsi della scomoda collega per potersi poi dedicare solo ad Angela, la quale è completamente all'oscuro di tutto ciò. Alice è molto infelice poiché vorrebbe regolarizzare la loro unione prima della nascita del bambino e durante un picnic in barca sul lago, organizzato all'imbrunire appositamente da George, i due litigano e la barca si ribalta facendoli cadere in acqua. Purtroppo la ragazza non sa nuotare, come il giovane già sapeva. Alla fine, arrestato e processato, verrà condannato per omicidio premeditato alla sedia elettrica e giustiziato.

## Commento
Il protagonista mostra una doppia identità morale: follemente innamorato di una donna ma contemporaneamente senza scrupoli nel volersi liberare di una povera ragazza che a sua volta sogna solo l'amore e un padre per suo figlio.
George non riesce ad accettare le conseguenze della sua superficiale, effimera sensualità nei confronti della collega, ma essa viene presentata peraltro quale un riflesso spontaneo dell'allontanamento dal suo ambiente e della solitudine; il suo desiderio di scalata sociale, inoltre, viene reso quasi comprensibile dalle scene che rinviano alla sua fanciullezza indigente di figlio di integralisti protestanti votati alla solidarietà sociale nelle forme della condivisione della povertà e quasi dell'accattonaggio, donde la sua ricerca di riscatto anche nelle forme del distacco, tormentato, come si nota nelle scene della telefonata alla madre, dalla dirittura morale e spirituale. 
La passionalità del giovane protagonista e l'abbandono innamorato dell'ereditiera sono rappresentati in modo che lo spettatore fatichi a individuare gli aspetti subdoli e inquieti che caratterizzano George e la sottintesa ingiustizia della disuguaglianza sociale che fa di Angela il paradigma di un miraggio altrimenti irraggiungibile e dunque degno di qualsiasi prezzo, di qualsiasi ulteriore iniquità. 
Ciò forse è dovuto sia alla sofferta sensibilità di Montgomery Clift, capace di infondere nello spettatore il senso profondo della disperata malinconia e dei persistenti rimorsi del peraltro spietato George, sia all'interpretazione di una Liz Taylor – in crescita rispetto ai film precedenti – grazie all'interazione recitativa con un Clift introspettivo. Nella parte di Angela, infatti, l'attrice incanta con la sua bellezza e dolcezza protettiva, suscitando nello spettatore un moto di tutela nei confronti di George. La sua esecuzione è percepita "ingiusta", e solo con difficoltà – motivata anche dall'istintiva antipatia ingenerata dal formalistico procuratore (interpretato da Raymond Burr) – come conseguenza di un atto profondamente voluto dall'inconscio del giovane. Il film appartiene al genere noir e in esso si alternano scene da giallo-giudiziario e scene intrise di una grande malinconia (in particolare nella seconda parte del film); attenzione è inoltre dedicata al ritratto psicologico; sebbene quindi maggiormente equilibrato e poliedrico, anticiperà il melodramma anni cinquanta e sessanta.

## Produzione

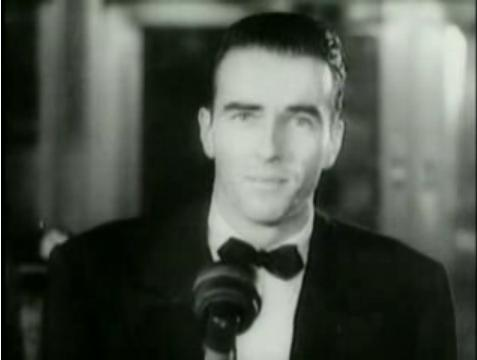
Montgomery Clift alla première

Il film è ispirato al romanzo Una tragedia americana (An American tragedy) scritto da Theodore Dreiser nel 1925 e al dramma An American Tragedy di Patrick Kearney a loro volta ispirati alla storia vera dell'omicidio di Grace Brown da parte di 
Chester Gillette nel 1906.
È un riadattamento di Una tragedia americana di Josef von Sternberg del 1931.
Curiosamente Shelley Winters, che interpreta il ruolo secondario dell'operaia Alice, venne candidata in diversi premi - compresi l'Oscar e il Golden Globe - come migliore attrice protagonista, mentre la protagonista effettiva che appare in buona parte del film è Elizabeth Taylor nel ruolo di Angela Vickers.

## Riconoscimenti
- 1951 - New York Film Critics Circle Award
  - Candidatura Miglior attrice protagonista a Shelley Winters
- 1951 - Festival di Cannes[1]
  - Candidatura Grand Prix Speciale della Giuria a George Stevens
- 1951 - National Board of Review Award
  - Miglior film
- 1952 - Premio Oscar
  - Migliore regia a George Stevens
  - Migliore sceneggiatura non originale a Michael Wilson e Harry Brown
  - Migliore fotografia a William C. Mellor
  - Miglior montaggio a William Hornbeck
  - Migliori costumi a Edith Head
  - Miglior colonna sonora a Franz Waxman
  - Candidatura Miglior film a George Stevens
  - Candidatura Miglior attore protagonista a Montgomery Clift
  - Candidatura Miglior attrice protagonista a Shelley Winters
- 1952 - Golden Globe
  - Miglior film drammatico
  - Candidatura Migliore regia a George Stevens
  - Candidatura Miglior attrice in un film drammatico a Shelley Winters
  - Candidatura Migliore fotografia a William C. Mellor
- 1952 - Directors Guild of America
  - DGA Award a George Stevens e Charles C. Coleman (Assistente Regista)
- 1952 - Writers Guild of America
  - WGA Award a Michael Wilson e Harry Brown
  - Candidatura Premio Robert Meltzer a Michael Wilson e Harry Brown
- 1952 - Nastro d'argento
  - Migliore regia a George Stevens
- 1997 - PGA Award
  - PGA Hall of Fame

Nel 1991 è stato scelto per la conservazione nel National Film Registry della Biblioteca del Congresso degli Stati Uniti.
Nel 1998 l'American Film Institute l'ha inserito al novantaduesimo posto della classifica dei migliori cento film statunitensi di tutti i tempi.

## Citazioni
Il film viene citato, utilizzando filmati di repertorio, in Le dee dell'amore (The Love Goddesses) documentario di Saul J. Turell del 1965.